# Sąd Najwyższy (Korea Południowa)
Sąd Najwyższy (kor. 대한민국 대법원) – naczelny organ władzy sądowniczej w Korei Południowej. Mieści się w Seulu.

## Historia
1 maja 1948 roku na mocy rozporządzenia nr 192 o przepisach wojskowych ogłoszono ustawę o rozdzieleniu sądów od ministerstwa sprawiedliwości i przeniesieniu najwyższej władzy sądowniczej do Sądu Najwyższego.
Na mocy konstytucji z 17 lipca 1948 roku sądownictwo zostało ustanowione jako jeden z trzech filarów władzy. Jego działanie, jak i sądów niższej instancji, określają przepisy prawne i ustawy. 

## Członkowie
W skład Sądu wchodzi 14 niezawisłych sędziów, w tym prezes Sądu Najwyższego, którego mianuje prezydent, za zgodą Zgromadzenia Narodowego. Prezydent wybiera także każdego z 13 pozostałych sędziów za rekomendacją prezesa i zgodą Zgromadzenia Narodowego. 
Prezes jest wybierany na sześcioletnią i nieodnawialną kadencję, natomiast pozostali sędziowie mogą zostać wybrani ponownie, także na sześcioletnią kadencję. Żadnego z nich nie można usunąć z pełnionej funkcji, z wyjątkiem sytuacji, w których sędzia został oskarżony o popełnienie czynu zabronionego lub dostał wyrok kary więzienia. Jeśli sędzia jest niezdolny do sprawowania powierzonych mu zadań, z powodu upośledzenia fizycznego lub mentalnego, może on zostać odwołany ze stanowiska i przejść na emeryturę.  

## Kompetencje
Sąd Najwyższy rozpatruje odwołania od wyroków lub orzeczeń wydanych przez sądy drugiej instancji (Sąd Apelacyjny) lub przez sekcje apelacyjne sądów rejonowych. Orzeka on również o ważności wyborów prezydenckich i powszechnych, a także jest uprawniony do ostatecznego orzekania o legalności uchwał, przepisów i zarządzeń administracyjnych. Sąd Najwyższy może też ustalać regulacje dotyczące procedur procesów sądowych i wydawać przepisy wewnętrzne. 

## Zasady działania
Konstytucja gwarantuje niezawisłość sędziów, a także zapewnia, że wszystkie decyzje przez nich podejmowane, wyroki i rozprawy będą ogólnodostępne, pod warunkiem, że nie zagrażają one bezpieczeństwu państwowemu, nie naruszają porządku publicznego, albo nie wpływają negatywnie na opinię publiczną. Gdy te warunki nie są spełnione, rozprawy sądowe mogą zostać utajnione. 